# Krzemionki
Krzemionki ist eine Feuersteinmine, die sich etwa acht Kilometer (Luftlinie) nordöstlich der polnischen Stadt Ostrowiec Świętokrzyski in den Góry Świętokrzyskie (Heiligkreuzberge) befindet. Im Juli 2019 wurde sie von der UNESCO zum Weltkulturerbe erklärt.
Krzemionki ist das größte Feuersteinbergwerk in Europa. Der abgebaute gebänderte Feuerstein wurde vor allem zu Beilen verarbeitet. Die etwa 2000 Schächte sind vier bis zwölf Meter tief. Es wurde jurassischer Flint abgebaut, der sich durch seine Bänderung auszeichnet. In einem der Schächte befindet sich eine kleine Felszeichnung. Die Feuersteingewinnung in Krzemionki begann etwa 3900 v. Chr. und dauerte bis etwa 1600 v. Chr. Die Mine wurde in der Jungsteinzeit von Angehörigen der Trichterbecherkultur genutzt. Dabei verbreitete sich der Krzemionki Feuerstein bis zu 300 km weit. Die Kugelamphoren-Kultur nutzte die Gruben noch intensiver und verbreitete den Feuerstein etwa 500 km weit. Noch in der Bronzezeit war Krzemionki von Bedeutung und der Feuerstein verbreitete sich allerdings maßgeblich nur noch etwa 60 km weit.

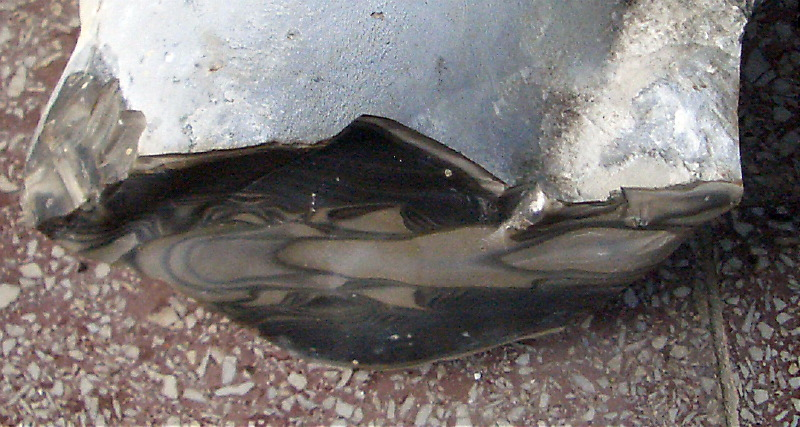
Angeschlagener Krzemionki-Feuerstein

## Forschungsgeschichte

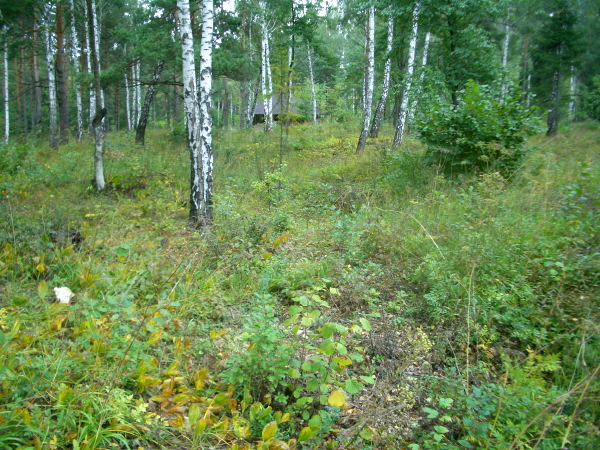
Pingenfeld in Krzemionki

Die Schächte wurden im Jahre 1922 durch Jan Samsonowicz entdeckt und erstmals durch Stefan Krukowski beschrieben. Seitdem fanden mehrfach Ausgrabungen statt. Die Schächte und Schlagplätze wurden teilweise durch den Abbau von Kalkstein für die Stahlherstellung beschädigt. Die Anlage gehört zum Archäologischen Museum Warschau.
Johannes Müller hat anhand der Verbreitung des Feuersteins aus Krzemionki sowie den sog. Nackenkammäxten die Kugelamphorenkultur in zwei Hauptgruppen differenzieren können. Im Westen finden sich die Äxte, im Osten der Feuerstein.

## Museum

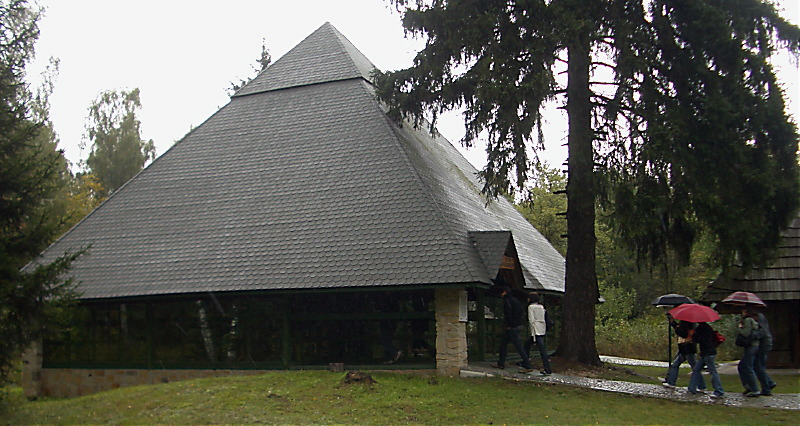
Museum in Krzemionki

Heute ist die Fundstelle ein archäologisches Reservat mit mehreren Schutzbauten, in denen sich eine museale Präsentation befindet. Die Schächte sind teilweise öffentlich zugänglich. Das Pingenfeld ist von Wald bedeckt. Auf dem Gelände befindet sich auch ein Freilichtmuseum mit lebensgroßen Modellen einiger prähistorischer Häuser.